# Titularbistum Vicus Aterii
Vicus Aterii (ital.: Vico di Aterio) ist ein Titularbistum der römisch-katholischen Kirche.
Der antike Bischofssitz lag in Byzacena, einer Provinz des Römischen Reiches.
| Titularbischöfe von Vicus Aterii |                    |                                                   |                   |                  |
| Nr.                              | Name               | Amt                                               | von               | bis              |
| 1                                | Matthias Defregger | Weihbischof in München und Freising (Deutschland) | 3. Juli 1968      | 23. Juli 1995    |
| 2                                | Franz Vorrath      | Weihbischof in Essen (Deutschland)                | 22. November 1995 | 17. Oktober 2022 |